# 赤城街道 (商城县)
赤城街道，原为城关镇，是中华人民共和国河南省信阳市商城县下辖的一个街道办事处。

## 行政区划
赤城街道下辖以下村级行政区划单位：
东街社区、南街社区、西街社区、北街社区、车站路社区、三里桥社区、崇福社区和培山村。